# Kanton Cozes
Kanton Cozes je francouzský kanton v departementu Charente-Maritime v regionu Poitou-Charentes. Jeho střediskem je obec Cozes. Skládá se ze 14 obcí.

## Obce
- Arces-sur-Gironde
- Barzan
- Boutenac-Touvent
- Brie-sous-Mortagne
- Chenac-Saint-Seurin-d'Uzet
- Cozes
- Épargnes
- Floirac
- Grézac
- Meschers-sur-Gironde
- Mortagne-sur-Gironde
- Saint-Romain-sur-Gironde
- Semussac
- Talmont-sur-Gironde